# Potamogeton wrightii
Potamogeton wrightii là một loài thực vật có hoa trong họ Potamogetonaceae. Loài này được Morong miêu tả khoa học đầu tiên năm 1886.